# Walter Gotell
Walter Gotell (* 15. března 1924 Bonn – 5. května 1997 Los Angeles) byl německý herec. Se svoji rodinou emigroval do Velké Británie, když se Hitler dostal k moci v roce 1933. Asi nejznámější z rolí, které ztvárnil, je Generál Anatol Gogol ze šesti bondovek: Špión, který mě miloval (1977), Moonraker (1979), Jen pro tvé oči neboli Přísně tajné ( 1981 ), Chobotnička ( 1983 ), Vyhlídka na vraždu ( 1985 ) a Dech života ( 1987 ). První bondovka, ve které se Gotell objevil, byl film Srdečné pozdravy z Ruska z roku 1963, kde hrál postavu Morzenyho.